# Arthur Friedenreich
Arthur Friedenreich (São Paulo, 18 de juliol de 1892 - São Paulo, 6 de setembre de 1969) fou un jugador de futbol brasiler de les dècades de 1910 i 1920.

## Trajectòria
Era conegut amb el sobrenom del tigre, i el mulat d'ulls verds. Va néixer a São Paulo fill d'un home de negocis germanobrasiler, i una afrobrasilera filla d'esclaus alliberats. Fou el primer professional del futbol d'origen afrobrasiler, perquè aquells anys el futbol era dominat pels blancs i els negres no eren acceptats. En aquest sentit hagué de superar moltes barreres que imposava el racisme.
El seu primer club fou el SC Germânia, un club compost per immigrants alemanys. Posteriorment destacà a l'Ypiranga i al Paulistano, club on romangué durant més d'una dècada durant els anys vint. Fou el màxim golejador del campionat paulista de futbol els anys següents:
1912 Club: Associação Atlética Mackenzie College 12 gols
1914 Club: Clube Athletico Paulistano 12 gols
1917 Club: Clube Atlético Ypiranga 15 gols
1918 Club: Clube Athletico Paulistano 25 gols
1919 Club: Clube Athletico Paulistano 33 gols
1921 Club: Clube Athletico Paulistano 33 gols
1927 Club: Clube Athletico Paulistano 13 gols
1928 Club: Clube Athletico Paulistano 29 gols
1929 Club: Clube Athletico Paulistano 16 gols
Friedenreich es retirà al CR Flamengo l'any 1935 als 43 anys.
Friedenreich debutà amb la selecció del Brasil el 1914. Disputà 22 partits internacionals. Guanyà la Copa Roca el 1914, i dos campionats sud-americans, els anys 1919 (edició en la qual en fou el màxim golejador) i 1922. Durant una gira per Europa realitzada el 1925 amb la seva selecció va rebre el sobrenom de Rei del Futbol.
A causa de la manca de dades fiables a l'època, es desconeix el nombre exacte de gols que va marcar. És un dels futbolistes que més gols ha marcat en la història d'aquest esport. El 1965 es publicà que havia marcat 1.329 gols en 1.239 partits, fet que el situaria com a màxim golejador de la història del futbol. Dades recollides dels diaris "Correo Paulistano" i "O Estado de São Paulo" rebaixen la xifra a 554 goles en 561 partits, amb una mitjana de 0,98 gols per partit. La IFFHS li reconeix 354 gols en 323 partits oficials a Primera Divisió, amb una mitjana d'1,11 gols per partit.

## Palmarès
- Copa Roca: 
  - 1914
- Copa Amèrica de futbol: 
  - 1919, 1922
- Campionat paulista:
  - 1918, 1919, 1921, 1926, 1927, 1929, 1931
- Copa dos Campeões Estaduais:
  - 1927